# The Farm: Angola, USA
The Farm: Angola, USA é um filme-documentário estadunidense de 1998 dirigido e escrito por Liz Garbus, Wilbert Rideau e Jonathan Stack. Vencedor do Emmy Award e do Grande Prêmio do Júri no Festival Sundance de Cinema, foi indicado ao Oscar de melhor documentário de longa-metragem na edição de 1999.